# Camille Marcille
Constantin Camille Marcille, né le 1er mai 1816 à Chartres, mort le 3 août 1875  à Gasville-Oisème, est un artiste peintre, collectionneur d'œuvres d'art et conservateur de musée français.

## Biographie

### Famille
Fils du négociant, amateur d'art et collectionneur François Marcille, Camille Marcille, après avoir fait une partie de ses études à Chartres, étudie la peinture auprès de Charles de Steuben, puis d'Achille Devéria.
Il est le frère d’Eudoxe Marcille, directeur du musée et des écoles de dessin d'Orléans.
Son père, François Marcille (1790-1856) épouse en 1814 Ermine Juteau, dont il a deux fils :
- Eudoxe Marcille (1814-1890), qui épouse Louise Erat-Oudet ;
- Camille Marcille (1816-1875), qui épouse en 1854 Cécile Walckenaer dont il aura trois enfants

### Voyages
En 1839, souhaitant voir les œuvres d'art exposées en Europe et développer son sens critique, il fait avec son frère Euxode un grand voyage en Italie, Allemagne, Hollande, Belgique et Angleterre. À son retour, il loue un atelier d'artiste rue Madame pour y peindre des toiles qu'il exposera à presque tous les salons.

### Résidence
Après son mariage en 1854, il s'installe à Oisème, près de Chartres, au château du Goulet où il fait construire un grand atelier, appelé le donjon. Il y reçoit les frères Goncourt, Eugène Scribe et Jean-Baptiste Camille Corot, qui y peint une vue de Oisème. De 1859 à 1870, il expose régulièrement au Salon de Paris.

### Conservateur et découvreur
Camille Marcille est nommé conservateur du musée des Beaux-Arts de Chartres, qui possède plusieurs tableaux de sa collection : les portraits de Pétion de Villeneuve, du peintre Mathieu Cochereau, de Charles Leblanc, conservateur du musée de Chartres, de Madame Jules Courtois, ainsi que l’Enterrement d’un enfant en Beauce.
Grand connaisseur d'art, il reconnaît lors d'une vente le portrait d'Henri de La Tour d'Auvergne, dit Turenne par Philippe de Champaigne et identifie quatre toiles de Paul Véronèse dans le grenier de l'abbaye Notre-Dame de Josaphat à Lèves (Eure-et-Loir). Ces quatre tableaux avaient été donnés à l'asile par M. le marquis d'Aligre en 1830. D'abord placés dans l'ancienne chapelle, ils en sont retirés en raison d'importants travaux de réfection et mis dans le grenier. Camille Marcille les examina de très près et s'aperçut que ces toiles, sous une couche épaisse de peinture qui en dissimulait le caractère primitif, recélaient des œuvres d'art. Ces toiles représentent : la théologie, l'astronomie, la marine et la sculpture. On suppose que ces tableaux ont été rapportés de Venise par M. Étienne II d'Aligre, chancelier de France, en 1674, au retour de son ambassade dans cette ville.

### Décès
Camille Marcille meurt le 3 août 1875 à Oisème (Eure-et-Loir). La veille, après son déjeuner, il était remonté dans son atelier mettre la dernière main à un tableau : Le Repas de Molière, qu'il espérait terminer, et le soir, ne le voyant pas descendre, sa famille, inquiète, l'envoya chercher. On le trouva renversé sur son fauteuil, sans connaissance, frappé par la paralysie, et, malgré les soins les plus empressés et les plus intelligents, il expirait dans la nuit, sans avoir pu reprendre la parole et faire ses derniers adieux à sa femme et à ses enfants.
Son importante collection de tableaux est dispersée les 6, 7, 8 et 9 mars 1876. La vente de la collection rapporte au total 273 052 francs. Cette collection provenait de la galerie de son père, « rassemblée pendant quarante ans par un amateur passionné, d'un tact rare, d'une initiative clairvoyante, qui avait mis dans ses tableaux toute sa vie, toute son âme entière. »

## Œuvres
Camille Marcille expose au Salon de Paris de 1859, 1865, 1869 et 1870.

### Musée des Beaux-Arts de Chartres
Le musée des Beaux-Arts de Chartres est cité pour conserver :
- Enterrement d'un petit enfant en Beauce (1869) :

« Un prêtre et son enfant de chœur conduisent à l'église de Nogent-le-Phaye (Eure-et-Loir), le cercueil d'un petit enfant que porte le bedeau et que suit sa mère en larmes », 0,78 × 0,62 m ;
- Portrait de Pétion de Villeneuve (Jérôme) : dimensions 0,65 × 0,54 m[12],[13] ;
- Portrait de Mathieu Cochereau, peintre : dimensions 0,55 × 0,47 m[12],[13] ;
- Portrait de Le Blanc (Charles), conservateur du musée de Chartres : dimensions 1,18 × 0,85 m[12],[13] ;
- Portrait de Mme Jules Courtois[13].

### Édifices religieux
- Dans l'église Saint-Grégoire de Gasville-Oisème, il réalise une fresque du Jugement dernier qui orne tout le pan de mur intérieur de l’entrée de la nef[14] ;

- Dans l'église Saint-Orien de Meslay-le-Grenet, Camille Marcille restaure les fresques de la Danse macabre, découvertes en 1864.

### Localisation inconnue
- 1859 : Portrait de Mme de C... ;
- 1865 :

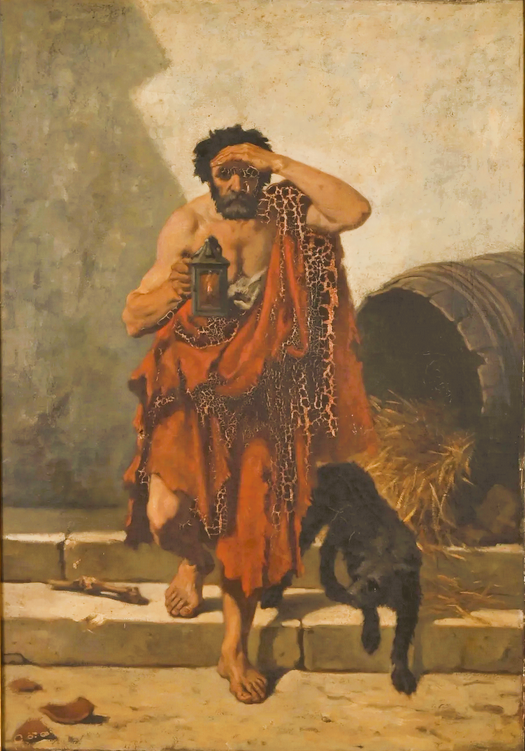
« Diogène cherchant un homme », Salons de 1864-1867.

  - Diogène cherchant un homme, huile sur toile, 89 × 63 cm, Salons de 1864-1867 ; le tableau est mis en vente aux enchères à Chartres le 21 septembre 2024[15] ;
  - Pavots.
- 1870 : Portrait de M. de C....

## Publications
- Exposition des œuvres de Pierre-Paul Prud'hon : au profit de sa fille, Paris, mai 1874, [lire en ligne] ;

- Camille Marcille (8 février 1873), « Notice sur Mathieu Cochereau peintre beauceron », dans Société archéologique d'Eure-et-Loir, Mémoires, t. VI, Chartres, Petrot-Garnier -  R. Selleret, 1876, 508 p. (ISSN 2420-1871), p. 47-63, lire en ligne sur Gallica.

## Hommages
- En 1968, le musée municipal de Chartres organise une exposition qui lui est consacrée.
- Les villes de Chartres[16] et de Gasville-Oisème[17] lui rendent hommage en donnant son nom à une rue.